# Hanna Rewska
Hanna Rewska, właśc. Anna Sarzyńska-Rewska, z d. Sęp-Sarzyńska (ur. 27 marca?/9 kwietnia 1915 w Kijowie, zm. 1 października 1970 w Warszawie) – dama Orderu Virtuti Militari, polska działaczka społeczna, żołnierz Armii Krajowej, uczestniczka powstania warszawskiego, więzień polityczny w PRL, skazana za współpracę z Jerzym Giedroyciem.

## Życiorys
Do Polski przyjechała z rodzicami w 1923, w 1933 zdała maturę w Szkole im. Cecylii Plater-Zyberkówny, następnie podjęła studia geograficzne na Wydziale Matematyczno-Przyrodniczym Uniwersytetu Warszawskiego, w 1936 przeniosła się na Wydział Filozoficzny Uniwersytetu Jagiellońskiego. Studia ukończyła w 1937, broniąc pracę „Polskie porty morskie i żegluga morska”. W tym samym roku wyszła za mąż za historyka sztuki, Zbigniewa Rewskiego i zamieszkała razem z nim w Łucku. Pracowała tam jako nauczycielka.
W czasie II wojny światowej powróciła do Warszawy, od 1941 była członkiem Związku Walki Zbrojnej. Wiosną 1943 otrzymała przydział do kobiecego oddziału AK – Oddziału „Dysk”, używała pseudonimu „Renata”. Jesienią 1943 znalazła się w Batalionie Parasol. Uczestniczyła m.in. w przeprowadzonym 1 lutego 1944 zamachu na Kutscherę. W powstaniu warszawskim walczyła w szeregach Batalionu Zośka. Po powstaniu znalazła się w niewoli niemieckiej, jednak w październiku 1944 uciekła z obozu w Skierniewicach. Za bohaterstwo w walce została dwukrotnie odznaczona Krzyżem Walecznych i Orderem Virtuti Militari (ten ostatni przyznała jej Rada Państwa w 1969).
Po II wojnie światowej mieszkała i pracowała w Kartuzach i Olsztynie, a od 1952 do 1970 w Przedsiębiorstwie Geodezyjnym i Geologiczno-Fizjograficznym GEOPROJEKT w Warszawie.
Na początku 1956 nawiązała kontakt listowny z Jerzym Giedroyciem, w wyniku czego otrzymywała od niego wydawnictwa „Kultury”, które następnie rozprowadzała wśród znajomych. W tym samym roku została członkiem Klubu Krzywego Koła. Wiosną 1957 odwiedziła J. Giedroycia w Paryżu. Ustalono wówczas, że będzie kolportować wydawnictwa „Kultury” w Polsce, gdzie nie miały zezwolenia na rozpowszechnianie, a z drugiej strony przesyłać z kraju materiały dokumentujące niezależne inicjatywy intelektualne. Po powrocie do Polski podjęła swoje zobowiązanie. 30 stycznia 1958 została jednak zatrzymana, a 1 lutego 1958 tymczasowo aresztowana (do 30 marca 1958 i ponownie od 15 maja 1958) i ostatecznie skazana wyrokiem Sądu Wojewódzkiego w Warszawie z 4 lipca 1958 na karę 3 lat pozbawienia wolności za, jak to ujęto w orzeczeniu, rozpowszechnianie miesięcznika „Kultura” i wydawnictw tego czasopisma, których treść zawierała fałszywe wiadomości, mogące wyrządzić istotną szkodę interesom Państwa Polskiego i obniżyć powagę jego naczelnych organów, tj. czyn z art. 23 § 1 dekretu z 13.06.1946 o przestępstwach szczególnie niebezpiecznych dla Państwa (tzw. małego kodeksu karnego). W czasie procesu jej obrońcami byli Aniela Steinsbergowa i Michał Brojdes. Z uwagi na zły stan zdrowia w czasie odbywania kary przebywała w szpitalu więziennym. W wyniku rewizji Sąd Najwyższy, wyrokiem z 10 listopada 1958 uchylił ww. wyrok, jednak uznał H. Rewską winną czynu z art. 24 § 1 mkk polegającego na rozpowszechnianiu i przechowywaniu wydawnictw „Kultury” i skazał ją karę 1 roku i 6 miesięcy pozbawienia wolności w zawieszeniu na 3 lata. Skutkowało to jej natychmiastowym zwolnieniem. Rozprawę rewizyjną obserwowało grono warszawskich intelektualistów, zmobilizowanych przez Jana Józefa Lipskiego (m.in. Władysław Tatarkiewicz, Tadeusz Kotarbiński, Jan Parandowski, Zygmunt Mycielski).
Po wypuszczeniu na wolność jej nazwisko było objęte zapisem cenzury, nie wymieniono go np. w książce poświęconej zamachowi na Kutscherę (zob. Damnatio memoriae), opublikowanej w 1967. W 1969 odznaczono ją jednak Orderem Virtuti Militari. Została pochowana na Cmentarzu Wojskowym na warszawskich Powązkach (kwatera B18-6-10)

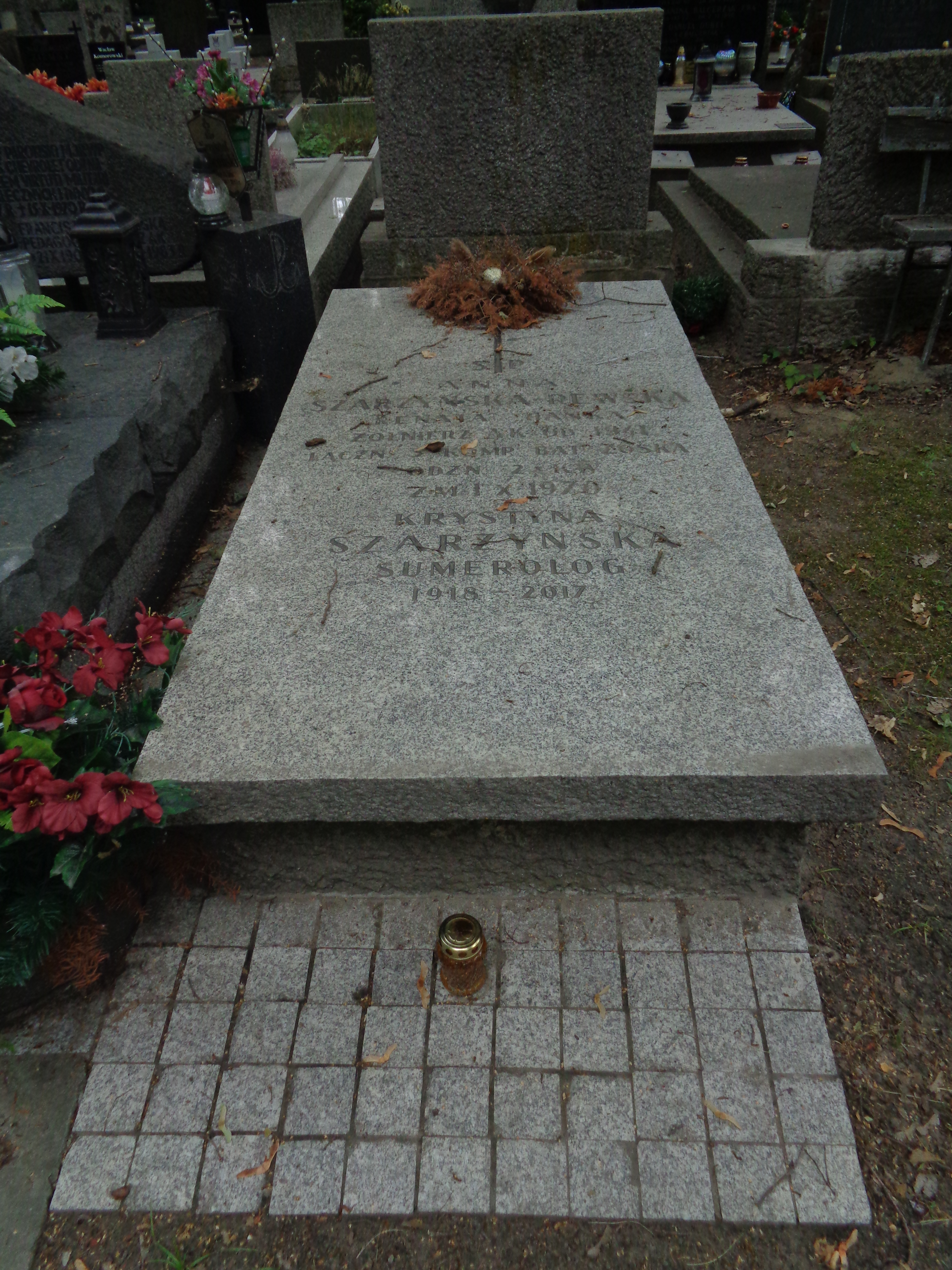
Grób Hanny Rewskiej i Krystyny Szarzyńskiej na Cmentarzu Wojskowym na Powązkach

26 września 2009 za wybitne zasługi dla niepodległości Rzeczypospolitej Polskiej została pośmiertnie odznaczona Krzyżem Komandorskim Orderu Odrodzenia Polski.